# ديفيد هيلمان
ديفيد هيلمان هو سياسي أمريكي، ولد في 1944. نشط حزبياً في الحزب الديمقراطي والحزب الجمهوري. وقد انتخب عضو مجلس نواب أركنساس ‏.